# 棕翅蚁鵙
棕翅蟻鵙（学名：Thamnophilus torquatus）是蚁鵙科蚁鵙属的一种。分布于玻利维亚、巴西和巴拉圭其自然栖息地包括亚热带或热带的湿润低地森林、干燥稀树草原以及亚热带或热带的湿润疏灌丛。

## 外部連結
- 维基共享资源上的相關多媒體資源：棕翅蟻鵙
- 維基物種上的相關：棕翅蟻鵙
- Photo; Article chandra.as.utexas.edu
- Photo-High Res; Article tropicalbirding—site 2
- Photo-High Res; Article tropicalbirding
- Photo-Medium Res; Article ib.usp.br—"Thamnophiladae"